# Карасуль
Карасуль — село в Ишимском районе Тюменской области, в составе Карасульского сельского поселения.
Основано в 1765 году
Население — 385 чел. (2010).

## Название
Название села происходит от гидронима тюркского происхождения Карасуль — «тёмная вода». Это точный перевод названия реки Карасуль (тюрк. «кара» — тёмный, «суль» — вода). В тюркских языках понятие «тёмная вода» означает ещё и «вода, вытекающая из земли». И действительно, река Карасуль берёт своё начало в болотистой местности на границе Голышмановского и Ишимского районов.

## История
Основано в 1765 году. На карте земель Сибирского казачьего войска 1858 года обозначено как деревня Карасульская. На карте 1891 года издания населённый пункт обозначен как село Карасульское. В XIX веке через село прошёл Сибирский тракт — главный торговый путь, связывавший Сибирь и Европейскую часть России.

## Общая физико-географическая характеристика
Село Карасуль расположено на реке Карасуль (левый приток реки Ишим) в лесостепной зоне Западной Сибири (в пределах Ишимской равнины) на высоте 120 метров над уровнем моря.
Село расположено в 48 км к северо-западу от районного центра города Ишим и в 270 км к юго-востоку от областного центра города Тюмень. Административный центр сельского поселения — посёлок Октябрьский — расположен в 2 км к югу от села.
Через село проходит автомобильная дорога федерального значения Р402 (Тюмень — Омск). Ближайшая железнодорожная станция Карасульская расположена в 3,7 км к югу от села, в посёлке Никольский.

### Климат
Климат континентальный, с суровой и продолжительной зимой, коротким жарким летом, короткой весной с поздними возвратами холодов, непродолжительной осенью с ранними заморозками. Сильные температурные перепады наблюдаются из года в год, от месяца к месяцу, а также в течение суток. Среднегодовая температура положительная и составляет 0,5 С. Средняя температура самого холодного месяца января — 18.5 С, самого тёплого июля — 18.7 С. Многолетняя норма осадков — 409 мм, однако возможны значительные отклонения от нормы в различные годы. В отдельные годы отмечаются засухи. Большая часть осадков выпадает в тёплое время года.

### Часовой пояс
Село Карасуль, как и вся Тюменская область, находится в часовой зоне МСК+2. Смещение применяемого времени относительно UTC составляет +5:00.

## Население
| 2010 |
| ---- |
| 385  |

Численность населения по состоянию на 1 января 2022 года составляла 398 человек, по состоянию на 1 января 2023 года составляла 373 человека.